# Västmanlands Folkblad
Västmanlands Folkblad var en tidning som utkom i Västerås med sitt första nummer den 23 november 1918. Tidningen var från början en kvällstidning, men från den 4 november 1963 kom den ut som morgontidning med slogan, "Nu på morgonkulan". Åren 1918–1920 trycktes den i Eskilstuna på Folkets tryckeri, från och med den 15 november 1920 i Västerås. Åren 1960–1966 hette tidningen Folkbladet för Västmanland. I maj 1966 gick tidningen upp i Folket, som utgav en avläggare kallad Folket, Västmanlands-edition. Från januari 1971 hette tidningen återigen Västmanlands Folkblad.
Tidningen var socialdemokratisk när den startades år 1918, men år 2000 övergav socialdemokraterna tidningen, och Marie Nylund tog över som chefredaktör och ansvarig utgivare under namnet "Nya Västmanlands Folkblad". Tidningen utkom då en gång i veckan. Men upplageförlusten blev till slut för stor och sista numret kom ut den 4 juli 2002.
Den dominerande gestalten i "Västmanlands Folkblads" historia är Emil Olovson, chefredaktör 1918-49, riksdagsman och publicist. Efter honom följde i tidningens ledning Bengt Dahlander 1949-50, Arthur Berglund 1950-57, Åke Appelgren 1957-59 och Martin Sahlin. På initiativ av den sistnämnde har Folkbladets arkiv överlämnats till stadsarkivet i Västerås.